# Уйвай
Уйва́й (рос. Уйвай) — присілок в Дебьоському районі Удмуртії, Росія.

## Населення
Населення — 312 осіб (2010; 383 в 2002).
Національний склад станом на 2002 рік:
- удмурти — 94 %

## Урбаноніми[3]
- вулиці — Бурановська, Мала, Механізаторів, Нагірна, Нижньоуйвайська, Нова, Центральна, Шкільна